# نادي صلالة
نادي صلالة الرياضي (بالإنجليزية: Salalah SC)‏ هو نادي ثقافي رياضي اجتماعي كرة قدم في سلطنة عمان تأسس في 1981. يلعب في الدوري العماني لكرة القدم.